# Горрево, Шарль-Эмманюэль де (архиепископ Безансона)
Амбруаз-Шарль-Эмманюэль-Эзеб де Горрево (фр. Ambroise-Charles-Emmanuel-Eusèb de Gorrevod; 1623 — 20 июля 1659, Мадрид) — бургундский церковный деятель, избранный архиепископ Безансона.

## Биография
Второй сын Шарля-Эмманюэля де Горрево, герцога де Пон-де-Во, и Изабели Бургундской. Унаследовал семейные владения во Франш-Конте.
Маркиз де Марне, князь Священной Римской империи, сеньор и барон де Куркондре, Льель, Фур, Шиссе, Бюффар, Кордирон, Буньон и Монтено.
Вступив в духовное сословие, стал аббатом Монбенуа и Бома, а 29 мая 1649 был избран верховным деканом метрополитенского капитула Безансона.
Был избран капитулом в архиепископы после смерти Клода III д'Аше 29 октября 1654, в разгар полемики с янсенистами. Папа не хотел выдавать ему буллу об утверждении в сане, выставляя различные условия, и сам новоизбранный епископ, по словам кюре Жана-Фрасуа-Никола Ришара, автора «Истории диоцезов Безансона и Сен-Клода», желая поддержать права капитула, также отказывался от папской буллы.
Римская курия, знавшая, что архиепископ является ставленником Испании и Империи, «уважала его позицию», и воздерживалась от признания его в новом титуле. Императоры Фердинад III в 1656 и Леопольд I в 1658 годах настаивали перед кардиналом Колонной, протектором германской нации, на утверждении Шарля-Эмманюэля в должности, указывая на то обстоятельство, что нельзя долгое время оставлять без пастыря церковь, окруженную столькими еретиками.
В 1659 году император направил папе решительное послание, заявляя, что Безансонский капитул имел право выбрать архиепископа, и он не видит в этом ничего несправедливого, что на данную епархию распространяются условия конкордата Рима с Германией, и если папский двор испытывает какие-либо затруднения, то он сам наведет порядок.
Рим не успел отреагировать на это обращение, так как архиепископ умер 20 июля 1659 в Мадриде, где находился с депутацией штатов графства Бургундского, имевшей задачу проследить за сохранением прав и привилегий провинции после заключения Пиренейского мира.
Владения Шарля-Эмманюэля отошли к его старшему брату герцогу де Пон-де-Во.